# Sindan
Sindan este o companie producătoare de produse farmaceutice din România.
A fost înființată în 1991, pe structura secției de cercetare și producție a Institutului Oncologic București.
În anul 2000, Sindan a fost certificată la nivelul tuturor facilităților de producție cu standardele de calitate Good Manufacturing Practice.
Este singurul producător autohton specializat în dezvoltarea, producția și distribuția de medicamente de uz oncologic.
În martie 2006, grupul islandez Actavis a cumpărat compania Sindan în urma unei tranzacții de 147,5 milioane de euro.
Actavis, cu sediul în Islanda, dezvoltă activități în 32 de țări și are peste 11 mii de angajați la nivel global, și a avut vânzări de 1,31 miliarde euro în anul 2006.
În aprilie 2007, Sindan a devenit oficial Actavis România.
Cifra de afaceri:
- 2006: 95 milioane euro[1]
- 2005: 245,5 milioane lei[3]